# Ріно (Невада)
Ріно (англ. Reno) — місто (англ. city) в США, в окрузі Вошо штату Невада. Населення — 264 165 осіб (2020).

## Географія
Ріно розташоване за координатами 39°28′28″ пн. ш. 119°46′36″ зх. д. / 39.47444° пн. ш. 119.77667° зх. д. (39.474487, -119.776538).  За даними Бюро перепису населення США в 2010 році місто мало площу 274,22 км², з яких 266,79 км² — суходіл та 7,42 км² — водойми. В 2017 році площа становила 288,84 км², з яких 281,42 км² — суходіл та 7,42 км² — водойми.

## Демографія

### Перепис 2010
Згідно з переписом 2010 року, у місті мешкала 225 221 особа в 90 924 домогосподарствах у складі 51 112 родин. Густота населення становила 821 особа/км².  Було 102582 помешкання (374/км²).
Расовий склад населення:
| - 74,2 % — білих - 6,3 % — азіатів - 2,9 % — чорних або афроамериканців - 1,3 % — корінних американців - 0,7 % — вихідців з тихоокеанських островів - 10,5 % — осіб інших рас |

До двох чи більше рас належало 4,2 %. Частка іспаномовних становила 24,3 % від усіх жителів.
За віковим діапазоном населення розподілялося таким чином: 22,8 % — особи молодші 18 років, 65,5 % — особи у віці 18—64 років, 11,7 % — особи у віці 65 років та старші. Медіана віку мешканця становила 34,6 року. На 100 осіб жіночої статі у місті припадало 103,4 чоловіків;  на 100 жінок у віці від 18 років та старших — 102,7 чоловіків також старших 18 років.
Середній дохід на одне домашнє господарство  становив 64 578 доларів США (медіана — 47 012), а середній дохід на одну сім'ю — 79 500 доларів (медіана — 61 229). Медіана доходів становила 42 139 доларів для чоловіків та 36 311 долар для жінок. За межею бідності перебувало 18,3 % осіб, у тому числі 22,8 % дітей у віці до 18 років та 9,3 % осіб у віці 65 років та старших.
Цивільне працевлаштоване населення становило 113 457 осіб. Основні галузі зайнятості: освіта, охорона здоров'я та соціальна допомога — 20,0 %, мистецтво, розваги та відпочинок — 18,1 %, роздрібна торгівля — 11,8 %, науковці, спеціалісти, менеджери — 11,8 %.

### Перепис 2000
За даними перепису 2000 року,
на території муніципалітету мешкало 180480 людей, було 73904 садиб та 41681 сімей.
Густота населення становила 1008,3 осіб/км². Було 79453 житлових будинків.
З 73904 садиб у 27,6 % проживали діти до 18 років.
Власники 32,6 % садиб мали вік, що перевищував 65 років, а в 9,2 % садиб принаймні одна людина була старшою за 65 років.
Кількість людей у середньому на садибу становила 2,38, а в середньому на родину 3,06.
Середній річний дохід на садибу становив 40 530 доларів США, а на родину — 49 582 доларів США.
Чоловіки мали дохід 33 204 доларів, жінки — 26 763 доларів.
Дохід на душу населення був 22 520. доларів.
Приблизно 8,3 % родин та 12,6 % населення жили за межею бідності.
Серед них осіб до 18 років було 16,3 %, і понад 65 років — 7,1 %.
Середній вік населення становив 34 років.

## Відомі особистості
У місті народився:
- Пет Маккаран (1876-1954) — американський юрист і політик.